# Wojciech Michniewski
Wojciech Michniewski (* 4. April 1947 in Łódź) ist ein polnischer Komponist und Dirigent.
Michniewski studierte Dirigieren bei Stanisław Wisłocki sowie Musiktheorie und Komposition bei Andrzej Dobrowolski an der Staatlichen Musikhochschule in Warschau. Von 1973 bis 1978 war er Dirigent des Warschauer Philharmonieorchesters. Mit Krzysztof Knittel und Elżbieta Sikora gründete er die Komponistengruppe KEW (1973–77). Für sein Stück Whisperetto erhielt er 1975 den Premio RAI des italienischen Rundfunks und Fernsehens. Beim Internationalen Guido-Cantelli-Wettbewerb für Dirigenten am Teatro alla Scala gewann er 1977 den Ersten Preis, im Folgejahr die Bronzemedaille beim Ernest-Ansermet-Wettbewerb in Genf. 
Von 1979 bis 1981 war Michniewski künstlerischer Leiter des Teatr Wielki in Łódź, parallel dazu bis 1983 Musikdirektor der Bühne für zeitgenössische Musik der Warschauer Kammeroper (Warszawska Opera Kameralna). Von 1984 bis 1987 war er ständiger Gastdirigent des Polska Orkiestra Kameralna und maßgeblich an dessen Überführung in die Sinfonia Varsovia beteiligt. Von 1987 bis 1991 leitete er die Filharmonia Poznańska, danach arbeitete er als Gastdirigent mit verschiedenen Orchestern, darunter dem Nationalen Philharmonieorchester, der Sinfonia Varsovia und dem Polnischen Rundfunksinfonieorchester.
Am Teatr Wielki leitete Michniewski die Uraufführungen der Opern Wyrywacz serc von Elżbieta Sikora (1995), The Music Programme von Roxanna Panufnik (2000) und Ignorant i szaleniec von Paweł Mykietyn (2001). Der Fryderyk wurde ihm 1996 für eine Aufnahme von Werken Witold Lutosławskis und 1999 für die Aufnahmen eines Galakonzertes mit Musik Rossinis verliehen. Eine Aufnahme mit Werken Mieczysław Karłowiczs  und Wojciech Kilars wurde 2004 für den Fryderyk nominiert. Für seine Verdienste um die zeitgenössische polnische Musik erhielt Michniewski den Preis des Polnischen Komponistenverbandes (Związek Kompozytorów Polskich).

## Werke
- Etiuda für Perkussionsinstrumente und einen Performer (1972)
- Cadenza für Violine solo (1972)
- Trzy pieśni do słów siostry für Sopran und Klavier (1972)
- Intermezzo für Sopran und Kammerorchester (1973)
- Szeptet für zwei Soprane, zwei Mezzosoprane, zwei Altistinnen und Bodybuilder (1973)
- Moje konstrukcje liryczne für Instrumentalensemble (1974)
- Małe wariacje na temat Mozarta für Klarinette, Posaune, Cello, Klavier und Elektronik (1974)
- Litania für Flöte, Harfe und Elektronik (1974)
- Michniewski / Gounod: Wedding Tango dla Kasi i Koreczka für Stimmen, Streichquartett und Bandoneon (2000)